# 클로도메리우스 1세
클로도미르(Clodomir, 495년 ~ 524년) 또는 클로도머는 프랑크 왕국 메로빙거 왕조의 군주로 오를레앙의 왕이었다. 클로비스 1세와 클로틸드의 셋째 아들이었다. 잉고메르, 테오데리히 1세의 동생이자 힐데베르트 1세, 클로타르 1세의 형이었다. 성 클로드는 그의 아들이었다.
튀링겐 족과 부르군트 족을 정벌하는 전쟁에 참여하였으며, 클로도미르는 524년 튀링겐 족 정벌 전쟁 중 전사했다.
그의 사후, 그의 영지는 두 동생인 힐데베르트 1세, 클로타르 1세에 의해 분할되었고, 아내 라데군다는 동생인 클로타르 1세의 첩이 되었다. 그의 자녀는 어머니 클로틸드에게 맡겨졌으나, 그의 두 아들은 후에 클로도미르의 영토를 요구할 것을 우려하여 힐데베르트 1세, 클로타르 1세에 의해 살해되었다. 세 아들 중 장남인 클로도알드만이 목숨을 구하고 수도원으로 피신하였다.

## 가계
- 아버지 : 클로비스 1세
- 어머니 : 성 클로틸드
- 왕후 : 군테우크
  - 아들 : 클로도알드, 생 클로드
  - 아들 : 테오도알트(Theodoald, 522년 - 560년)
  - 아들 : 군타르(Gunther, 525년? - ?)
- 왕후 : 라데군다

## 같이 보기
- 클로타르 1세
- 클로도알드